# Gevlekt borsthaartje
Het gevlekt borsthaartje (Pherbellia schoenherri) is een vliegensoort uit de familie van de slakkendoders (Sciomyzidae). De wetenschappelijke naam van de soort is voor het eerst geldig gepubliceerd in 1826 door Fallen. De vrouwtjes leggen eieren op de schelpen van Succineidae, waaronder Succinea putris. De uitkomende larven eten het dier en verpoppen zich in de schaal. P. schoenherri is een veel voorkomende en wijdverbreide soort met een zeer lange vliegduur. Hij vliegt voornamelijk van april tot oktober, maar in de meeste Europese landen komt hij het hele jaar door voor en in een zeer grote verscheidenheid aan zowel droge als vochtige habitats.